# Zbigniew Koriat
Zbigniew Koriat (ur. 17 lutego 1949) – polski działacz samorządowy i przedsiębiorca, w 1990 prezydent Gdyni.

## Życiorys
Z wykształcenia inżynier. Był założycielem i przez 12 lat prezesem Młodzieżowej Spółdzielni Mieszkaniowej w Gdyni. Należał do Polskiej Zjednoczonej Partii Robotniczej. Od 19 stycznia do 12 czerwca 1990 pełnił funkcję prezydenta Gdyni. W III RP zajął się działalnością biznesową. Został wspólnikiem i członkiem władz spółek z branży budownictwa m.in. prowadzonego wraz z bratem Przedsiębiorstwa Budowlanego Kombud, zajmującego się budową osiedli. W latach 1993–1994 był prezesem Bałtyku Gdynia. W kadencjach 1994–1998 i 1998–2002 zasiadał w radzie miejskiej Gdyni z ramienia Sojuszu Lewicy Demokratycznej.